# Amourski
Poney de Mandchourie
Vous lisez un « bon article » labellisé en 2020.
L'Amourski (russe : Амурская лошадь, Amourskaïa lochad), également nommé cheval de l'Amour ou poney de Mandchourie, est une race de petits chevaux sibériens et mandchous. Formée au début du XIXe siècle, elle est désormais éteinte. Elle provient des alentours du fleuve Amour, au Nord-Est de l'Asie, en Russie et en Chine. Ces petits chevaux, plus raffinés que les autres races sibériennes, sont habituellement montés ou attelés, et réputés pour leur grande rusticité. 
L'Amourski est surtout connu à travers les exploits d'endurance et de résistance au froid de ses représentants, notamment ceux légendaires de Serko, qui a fructueusement traversé la Russie d'est en ouest en 1889 avec son cavalier Dimitri Pechkov. Cette race a été choisie pour l'expédition Nimrod d'Ernest Shackleton, avec beaucoup moins de succès. 
Ces faits ont inspiré des récits romancés.

## Dénomination et sources
En russe, le nom attribué à ces chevaux est Amourskaïa lochad (Амурская лошадь) ; ils sont également nommés, plus simplement, Amourskaïa ou Amour. En Chine, le « poney de Mandchourie » semble très proche : Jean-Louis Gouraud rappelle que cette parenté entre poneys de Mandchourie et de l'Amour est évoquée dans des ouvrages de la fin du XIXe siècle et par d'autres auteurs. De même, il assure que les chevaux de ces régions « n'ont pas de race bien établie », et sont décrits comme étant « d'origine mandchoue ».
Toujours d'après Jean-Louis Gouraud, qui a effectué des recherches sur cette race, la documentation est « pratiquement inexistante ». 

## Histoire

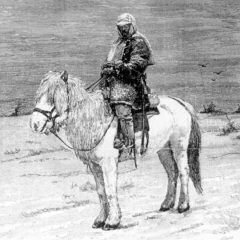
Serko et Dimitri Pechkov d'après le Journal des voyages, 1890.

D'après la FAO et CAB International, qui le classent parmi les poneys, en Sibérie, il est issu d'un mélange entre des chevaux de race Transbaïkal et Tomsk, une race spécifique se formant au début du XIXe siècle. Ces chevaux sont les montures traditionnelles des Cosaques russes locaux : Leonid de Simonoff et Jean de Moerder (1894) les nomment « race de chevaux élevée par les Cosaques de l'Amour ». L'auteur autrichien Martin Haller classe le « poney mandchou » parmi les races de poneys d'Asie du Sud-est issues du poney mongol, précisant que le mandchou a moins de valeur que ce dernier.
En 1889, le cosaque Dimitri Pechkov réalise ce qui est considéré comme le plus formidable exploit équestre de tous les temps sur un cheval Amourski nommé Serko,. Il couvre plus de 9 000 kilomètres au départ de Blagovechtchensk en moins de 200 jours et sur le même cheval, pour se rendre à la cour du Tsar à Saint-Pétersbourg.
Au début du XXe siècle, dix « poneys de Mandchourie » sont choisis pour l'expédition Nimrod d'Ernest Shackleton vers le pôle Sud, grâce à leur résistance au froid. 

« La connaissance que j'acquis alors de ce glacier me suggéra d'employer des poneys de Sibérie ou de Mandchourie comme bêtes de trait. Dans ces pays d'Asie, m'avait-on raconté, existe une race de petits chevaux très vigoureux et très résistants, que les indigènes attellent à des traîneaux et font travailler par de très basses températures. »

— Ernest Shackleton, Carnets de voyage.
Ces poneys s'adaptent mal au voyage, et 6 sur 10 d'entre eux meurent avant le départ le 29 octobre 1908. 
La race disparaît au cours du XXe siècle, vraisemblablement par croisements. Côté russe, elle est absorbée par le Trotteur d'Orlov, le Trotteur russe, le Cheval du Don et le Boudienny,. Côté chinois, en 1986, les haras du Heilongjiang n'hébergent plus que des chevaux mi-lourds, du fait des interventions des zootechniciens locaux pour augmenter la taille et la masse des animaux.

## Description
La morphologie est légère avec un type de poney de selle, ces animaux étant trapus et rustiques. Ils sont proches extérieurement des chevaux de race Bachkir. Haller les décrit comme un peu plus petits et légers que les chevaux mongols.
Côté russe, ce cheval a fait l'objet d'une sélection pour viser l'obtention d'un animal de selle plus raffiné que les autres chevaux sibériens. La hauteur au garrot va de 1,30 m à 1,40 m, d'après Gouraud. 
Toujours d'après la description de Jean-Louis Gouraud, ces chevaux ont le chanfrein légèrement busqué, l'encolure courte et épaisse, et les ganaches lourdes,. Le dos est long et droit, le rein puissant, et la croupe massive, avec une queue attachée haut. Les membres sont charpentés. Le toupet est très abondant.

### Robe
La robe est généralement baie, grise, ou alezane. L'aubère et le pie sont possibles.

### Entretien
D'après la description des poneys de Shackleton, ils sont « habitués à supporter les plus grands froids et à marcher sur la glace comme sur la neige, ces poneys [étant] peut-être les animaux les plus résistants de la création ». De plus, le poney de Mandchourie est décrit dans les documents d'époque comme « omnivore ». Haller leur cite « une endurance et une robustesse insurpassables ».
Les Amourski, côté russe, sont élevés en tabounes de 10 à 20 têtes. Ces chevaux ne portent généralement pas de nom particulier, ils ne sont désignés que par leurs particularités physiques.

## Utilisations
D'après CAB International, l'Amourski est spécifiquement élevé pour être monté, Gouraud ajoutant qu'il était probablement un cheval porteur. Shackleton écrit dans ses carnets que ces poneys étaient attelés à des traîneaux, et capables de tracter une charge de 550 kg sur 35 à 45 km par jour. Par ailleurs, un rapport de la Compagnie du chemin de fer Sud-Mandchourien daté de 1932 assure que « le trafic par voie de terre était principalement assuré comme dans le temps par le vigoureux poney mandchourien ou par l'attelage ».

## Diffusion de l'élevage
Les Amourski / poneys de Mandchourie proviennent du long du fleuve Amour, qui sépare la Chine de la Russie, et donc des deux côtés de ce fleuve. Ils sont par conséquent originaires d'un vaste territoire transfrontière du Nord-Est de l'Asie.
L'Amourski est mentionné comme une race locale propre à la Sibérie et désormais éteinte, dans la base de données DAD-IS de la FAO. L'étude de l'université d'Uppsala menée pour la FAO en 2010 liste l'Amourski comme une race européenne locale (les races de Russie sont en effet toutes catégorisées comme originaires d'Europe), actuellement éteinte.

## Impact culturel
Jean-Louis Gouraud et Joël Farges ont mis en valeur cette race dans le cadre du roman et du film Serko.
Dans leur biographie romancée de l'explorateur britannique Wilfred Thesiger, Jean-Louis Étienne et Isabelle Marrier citent des « poneys Amourski de Mandchourie » très endurants, qui « supportent des températures jusqu'à −40 °C et tolèrent mieux le jeûne que les autres chevaux ».